# Jeugdfilm
Een jeugdfilm is een filmgenre: een film voor kinderen en jongeren.

## Categorieën
Dit genre is onder te verdelen in twee categorieën:

### Kinderfilms
Alle films die zich richten op kinderen tot ongeveer de leeftijd van 12 jaar. Dit zijn meestal films die het etiket "geschikt voor alle leeftijden" meekrijgen. De films richten zich meestal op avontuur, humor en spanning en vaak ook een moraal die de kijkertjes iets bijleert. Vaak spelen kinderen zelf de hoofdrol en vervullen een heldhaftige daad. Er bestaan echter ook kinderfilms die niet noodzakelijk kinderen als protagonist hebben. Kinderfilms worden ook weleens familiefilms genoemd.
Enkele voorbeelden van kinderfilms zijn:
- Alle films van Walt Disney
- Alle films met Shirley Temple
- Alle films van Studio 100
- Alle verfilmingen van kinderboeken, kinderstrips en kinderseries
- Over het algemeen zijn de meeste monsterfilms, tekenfilms, komedies, superheldenfilms en musicals ook geschikt voor kinderen
- Laurel & Hardy
- The Three Stooges
- Le Ballon rouge
- Bugsy Malone
- E.T. the Extra-Terrestrial
- Free Willy
- Harry Potter
- Home Alone
- The Karate Kid
- Lang Leve de Koningin
- My Neighbour Totoro
- The Nightmare Before Christmas
- The Princess Bride
- Spirited Away
- The Wizard of Oz

### Tienerfilms, jongerenfilms en adolescentenfilms
Dit zijn films die zich richten op kinderen en jongeren tussen 12 en ongeveer 25 jaar oud. Jongeren spelen doorgaans de hoofdrol en populaire thema's zijn: de zoektocht naar een eigen persoonlijkheid, ware liefde of volwassenwording. Vaak spelen ze zich af op school, hogeschool of universiteit. Jongerenfilms schetsten een minder naïef en eenvoudig beeld van de realiteit in vergelijking met kinderfilms. Seks, drugs, geweld, discriminatie en problemen met ouders en ander gezag zijn de onderwerpen die de jongerenfilm onderscheiden van kinderfilms. Popmuziek speelt in jongerenfilms altijd een zeer prominente rol. Om deze reden kunnen ook veel rockfilms tot de jongerenfilm worden gerekend.
Enkele voorbeelden van jongerenfilms:
- American Pie
- L'Auberge espagnole
- The Breakfast Club
- Dazed and Confused
- Easy Rider
- Ghost World
- La Haine
- Napoleon Dynamite
- Rebel Without a Cause
- Revenge of the Nerds
- Risky Business
- The Virgin Suicides
- The Wild One

## Andere films
De term "jeugdfilm" houdt in dat een film zich specifiek op een jeugdige doelgroep toespitst. Anderzijds zijn er ook veel films die op een breder volwassen publiek mikken en ook door kinderen of jongeren worden bekeken en geapprecieerd, zoals monsterfilms. Omgedraaid zijn er ook films die op een jong publiek mikken en ook buiten deze doelgroep erg veel weerklank vinden, zoals Back to the Future en Pirates of the Carribean. Als hulp om te bepalen welke films geschikt zijn voor een kind of jongere van een bepaalde leeftijd bestaat er de Kijkwijzer.

## Filmfestivals
Het oudste internationale filmfestival voor kinder- en jeugdfilms is het Zlín Festival in Tsjechië. In Nederland kent men het filmfestival Cinekid.